# Wir ham' noch lange nicht genug
《Wir ham' noch lange nicht genug》는 독일 하드록 밴드 뵈제 옹켈츠의 정규8 집이다. 1991년 8월 26일에 ‘’Bellaphon Records’’에서 발매되었다. 이 앨범은 1997년 25만장 이상 판매된 앨범에게 수여하는 골든디스크를 수상한다.

## 제작배경
벨라폰 레코드(Bellaphon Records)는 메탈 엔터프라이즈(Metal Enterprises)의 파트너유통사였다. 계약은 1991년 1월 1일부터 휴효했다. 벨라폰 레코드는 가용자금이 더 많았기 때문에 이 앨범의 음질은 지난 앨범들에 비해 많이 개선되었다.
밴드는 실험적인 측면을 계속해서 보여주었고 다른 장르의 음악을 접목시키기도 했다.
그리하여 이 앨범에서는 음악적으로 한층 더 발전된 모습을 볼 수 있다.
이 앨범은 처음으로 슈테판 바이드너가 프로듀서로 작업한 앨범이기도 하다.
또한 밴드 스스로도 프로밴드로 거듭난 시기였다고 말하였다.

## 수록곡
| #  | 곡목                                  | 러닝타임 |
| -- | ------------------------------------- | -------- |
| 1  | Wir ham' noch lange nicht genug       | 4:52     |
| 2  | Eine dieser Nächte                    | 4:17     |
| 3  | Das ist mein Leben                    | 4:14     |
| 4  | Nur die Besten sterben jung           | 3:58     |
| 5  | Ganz egal                             | 5:10     |
| 6  | Zieh' mit den Wölfen                  | 4:08     |
| 7  | Zeig' mir den Weg                     | 3:57     |
| 8  | Das erste Blut                        | 3:52     |
| 9  | Wieder mal 'nen Tag verschenkt        | 4:07     |
| 10 | Ach, Sie suchen Streit                | 3:11     |
| 11 | 3'52 (CD-Bonus)                       | 3:51     |
| 12 | Wir sind immer für euch da (CD-Bonus) | 4:01     |
| 13 | Wir sind nicht allein (CD-Bonus)      | 4:22     |
| 14 | Lt. Stoned (CD-Bonus)                 | 3:12     |

## 수록곡에 대한 설명
Nur die Besten sterben jung
이 곡은 밴드의 친한 친구였던 안드레아스 ‘트리미’ 트림보른에게 헌정하는 곡이다.
한 연구에 따르면 ‘Nur die Besten sterben jung‘(최고의 사람만이 일찍 세상을 떠난다 역자 주)은 구 동독주의 젊은이들 사이에서 부고문에 가장 많이 사용하는 글귀라고 한다.
Ganz egal
이 곡 또한 트림보른과 관련된 곡이다. 이 곡은 트림보른을 살인한 사람을 겨냥하여 쓴 곡이고 그가 정당하게 처벌받지 못한 것에 대해서 슬픔과 증오를 담아 표현했다.
Wieder mal 'nen Tag verschenkt
이 곡은 옹켈츠 최초의 발라드곡이다. 삶의 단조로움과 이를 벗어나고자 하는 시도에 대해서 노래하고 있다.
Ach, Sie suchen Streit
이 곡의 하몬드 오르간연주는 록밴드 New Deal의 프레드 바우어(Fred Bauer)가 연주했다.
3′52′′
이 곡은 연주곡이며 CD버전에 보너스트랙으로 수록되어있다. 이 곡의 제목은 곡의 러닝타임이다. Live in Vienna공연의 인트로로 사용되기도 하였다.
Wir sind nicht allein
이 곡은 외계생명체를 다루고 있다.